# Песнь о Солнце
«Песнь о Солнце» (исл. Sólarljóð) — одна из поэм, входящих в состав «Старшей Эдды». Она включает в себя рассказ об увиденном человека, побывавшего в загробном мире, и набор притчей. Название условно: оно связано с тем, что автор много раз обращается к Солнцу. Для «Песни» характерны почти полное отсутствие кеннингов и обилие отсылок к церковной литературе и эддической поэзии; языческая традиция здесь переплетается с мотивами, характерными для католической литературы видений.
«Песнь» была написана приблизительно в XII—XIII веках, то есть позже, чем основная часть эддических сказаний, и поэтому тесно связана с христианской культурой. Имя её автора неизвестно; существовала гипотеза, что это Сэмунд Мудрый, которую позже опровергли.